# Roberto Züst (figlio)
Johann Ernst Robert Züst, detto Roberto (1872 – 1945), è stato un imprenditore svizzero.

## Biografia
Di famiglia originaria di Lutzenberg (canton Appenzello Esterno), Roberto Züst entrò nell'azienda del padre omonimo, l'ing. Roberto Züst, fondata nel 1893 dopo l'acquisizione della Güller & Croff di Intra sul Lago Maggiore, che produceva macchine utensili di precisione.
Fu il fondatore della Züst ing. Roberto - Fabbrica Italiana di Automobili con sede a Intra nel 1903, assieme ai fratelli Arthur, Otto August, Bruno e Silvio.